# محمد بن حسين العلي
السيّد محمد بن حسين بن محمد آل سلمان الأحسائي الموسوي (1902 - 3 أكتوبر 1968) (1320 - 11 رجب 1388) فقيه وقاضي جعفري سعودي. ولد في مدينة المبرز وفيها تلقى مقدماته على عدد من علماء الأحساء منهم والده وناصر السلمان ثم هاجر إلى النجف في 1930 وحضر على علمائها منهم محمد حسين النائيني ومحمود الشاهرودي وأبو الحسن الأصفهاني حتى بلغ درجة الاجتهاد وأجيز من العديد منهم. ثم عاد إلى الأحساء سنة 1942 واستقر فيها ولازم والده في القضاء وبعد وفاته 1950 خلفه في منصب والده حتى وفاته في مستشفى الملك فيصل بمدينة الهفوف. له مؤلفات مخطوطة وأشعار ضاع معظمه وكان مقلّا فيه. 

## نسبه الكامل
هو محمد بن حسين بن محمد بن علي بن حسين بن سلمان بن محمد بن يوسف بن علي بن إسماعيل بن حسين بن حسن بن إبراهيم بن ناصر بن علي بن صالح بن عيسى بن عبد الله بن جعفر بن موسى بن جعفر بن مسلم بن جعفر بن محمد بن مسلم بن محمد بن موسى بن علي بن جعفر بن الحسن بن موسى بن جعفر بن موسى الكاظم. 

## سيرته
ولد محمد بن حسين العلي في مدينة المُبَرَّز بالأحساء سنة 1320 هـ/ 1902 م وبها نشأ في عائلة مسلمة شيعية اثناعشرية . بدأ دارسته في مسقط رأسه وختم القرآن وأتقن القراءة والكتابة في المكاتب في مدارس الأحساء. فحضر على والده دروس المقدمات كلها ثم واصل دراسته عليه أيضًا فقرأ عنده في الإحساء كتب السطوح كاملة. وفي الأحساء أيضًا بدأ حضور أبحاث الخارج على خاله ناصر الأحسائي حين كان يلقي دروسه العليا هناك.

### دراسته في النجف
وفي سنة 1349 هـ/ 1930 م هاجر إلى العراق لإكمال تحصيله العلم في المذهب الشيعي، واستقر في النجف وفيها حضر أبحاث الخارج فقهًا وأصولًا لدى عدد من العلماء طيلة 12 عامًا، وكان حضوره في الأصول على محمد حسين النائيني ثم محمود الشاهرودي وفي الفقه حضر أبحاث أبو الحسن الموسوي الأصفهاني ومحمد رضا آل ياسين. وأكثر التزامه وحضوره كان لديه. وبقي في النجف حتى سنة 1361 هـ/ 1942 م. 

تتلمذ عليه في النجف والأحساء عدد من طلبة، وحضروا عنده المقدمات والسطوح منهم محمد باقر أبو خمسين ومحمد بن علي آل سلمان الموسوي وعلي الدندن وعباس الدندن وعبد الله بن أحمد آل حاجي الموسوي ومحمد بن محمدعلي‌ آل جبران وعبد الله اللويمي وأحمد بن محمد طاهر آل سلمان. 

بلغ مقامًا بارزًا في عصره ونال درجة عالية في الفقه الجعفري وشهد له بالاجتهاد وأجازوه وكان مرشحًا لمقام المرجعية في الأحساء بعد خاله ناصر الأحسائي الذي توفي في سنة 1356 هـ/ 1937 م ولكنه رفضه .

### تقلده القضاء في الإحساء
تولى القضاء الشرعي لطائفته الشيعية في الأحساء بعد وفاة والده سنة 1369 هـ/ 1950 م وعرف بسيرته العادلة ولم يكن يصدر أي حكم ضد أحد منه بل كان يسعى قدرَ الإمكان لحل الخصومات عن طريق الصلح والتفاهم. ووالده هو أول من تولى منصب القضاء الجعفري الشيعي رسميًا في الأحساء بعد التوحيد المملكة وخلفه بعد وفاته. وكانت فترة تصديه لمنصب القضاء 19 عامًا أي من وفاة والده من سنة 1369 هـ إلى وفاته سنة 1388 هـ. وتبعه محمد باقر أبو خمسين.

## وفاته
توفي في مستشفى الملك فيصل بمدينة الهفوف بالأحساء إثر نوبة قلبية في ليلة الجمعة 11 رجب 1388 هـ. وشيع جثمانه صباح الجمعة باتجاه مقبرة العلماء الواقعة بشرق محلة الشَّعَبة بمدينة المبرز ورثاه شعراء وأقيمت له مجالس التأبين في الأحساء والقطيف والنجف وسوق الشيوخ والبصرة والمحمرة ودمشق. 

## حياته الشخصية
خلف من الأبناء إثنين هما عدنان وحسين.

## مؤلفاته
- تقريرات أبحاث بعض أساتذته على كفاية الأصول.
- الحاشية على كتاب المكاسب للأنصاري
- مجموعة أبحاث فقهية متفرقة.

وله أشعار ضاع معظمه وكان مقلّا فيه.